# Sabaki-Sprachen
Als Sabaki-Sprachen werden, abgeleitet vom Namen des Flusses Sabaki, fünf eng verwandte Bantusprachen in Ostafrika bezeichnet. Dazu gehören das in ganz Ostafrika verbreitete Swahili, die in Kenia am Fluss Tana gesprochenen Sprachen Pokomo und Malankote (Elwana), die Dialekte der Mijikenda an der kenianischen und nord-tansanischen Küste und das Shikomor auf den Komoren.
Die Sabaki-Sprachen gehören zur Untergruppe Nordost-Küsten-Bantu (englisch Northeast Coast Bantu, abgekürzt NECB) innerhalb der Ost-Bantu-Sprachen, die der Linguist Thomas Hinnebusch in den 1970er Jahren klassifizierte.
Die geographische Verbreitung der Nordost-Küsten-Bantu-Sprachen deutet darauf hin, dass sich diese Sprachgruppe von Süden her aus dem heutigen Tansania ausbreitete. Der weitere Verbreitungsweg der Sabaki-Sprachen ist jedoch umstritten, insbesondere auch im Zusammenhang mit den Shungwaya-Überlieferungen, in denen sich die Mijikenda auf ein Herkunftsgebiet im Norden zurückführen. Laut Thomas Spear und Derek Nurse (1985) lag das gemeinsame Ursprungsgebiet der Sabaki-Sprachen im Bereich zwischen dem Tana-Fluss im Süden, dem Indischen Ozean im Osten und den beiden Flüssen Jubba und Shabelle im Norden, also zwischen dem heutigen Nordosten Kenias und dem Süden Somalias. Hinnebusch verortet hingegen das Herkunftsgebiet der Sabaki- sowie der Saghala-Sprachen (aus der Chagga-Taita-Gruppe der Ost-Bantu-Sprachen) in der Region zwischen Kilimandscharo, Pare-Hochland und Taita Hills und hält es für unwahrscheinlich, dass die Vorläufer der Sabaki-Sprecher erst weiter nach Norden und dann wieder nach Süden zogen.
In der rein geographischen Einteilung der Bantusprachen nach Malcolm Guthrie sind die Sabaki-Sprachen auf die Zonen G und E aufgeteilt.